# HD 8065
HD 8065，又名BD+77 49，SAO 4391、HR 386，是一颗恒星，视星等为6.07，位于銀經124.57，銀緯15.96，其B1900.0坐标为赤經1h 14m 57.4s，赤緯+78° 15.96′ 8″。